# 1838年逝世人物列表
下面是1838年逝世的知名人士列表。
1838年逝世人物列表：1月 - 2月 - 3月 - 4月 - 5月 - 6月 - 7月 - 8月 - 9月 - 10月 - 11月 - 12月

## 1-6月

### 1月3日
- 薩克森的馬克西米利安，薩克森世襲親王

### 1月5日
- 安東尼·范·埃格蒙德，1778 年上加拿大叛亂領袖（死於獄中）

### 1月12日
- 約書亞·漢弗萊斯，美國海軍建築師

### 1月13日
- 第一代埃爾登伯爵約翰·斯科特，英國大法官

### 2月21日
- 西爾維斯特·德·薩西，法國語言學家

### 2月24日
- 克裡斯托夫·約翰·馮·梅德姆，德國朝臣

### 3月7日
- 羅伯特·湯森，Culper Spy Ring 的美國成員

### 3月13日
- 波爾·馬丁·穆勒，丹麥哲學家

### 3月16日
- 納撒尼爾·鮑迪奇，美國數學家

### 3月23日
- 邁克爾·安卡爾斯瓦爾德，瑞典政治家

### 4月3日
- 弗朗索瓦·卡洛·安托馬奇，法國醫生

### 4月6日
- 何塞·博尼法西奧·德·安德拉達·席爾瓦，巴西政治家、博物學家

### 4月9日
- 彼特·烏伊斯，Voortrekker 領袖

### 5月
- 法蘭西斯科·戈麥斯，薩爾瓦多總統

### 5月17日
- 查理斯·莫裡斯·德·塔列朗-佩里戈爾，法國政治家[1]

### 5月19日
- 理查·霍爾，英國考古學家

### 5月23日
- 揚·威廉·揚森斯，荷屬東印度群島總督

### 6月14日
- 馬克西米利安·馮·蒙格拉斯，巴伐利亞政治家

## 7-12月

### 7月19日
- 克里斯特馬斯·埃文斯，威爾士傳教士

### 8月1日
- 約翰·羅傑斯，美國海軍軍官

### 8月17日
- 洛伦佐·达·彭特，莫札特的編劇

### 8月21日
- 阿德爾伯特·馮·查米索，德國作家

### 9月1日
- 威廉·克拉克，美國探險家

### 9月15日
- 亞歷山德拉·布蘭尼茨卡婭，俄羅斯政治活動家、朝臣和商人

### 9月18日
- 第一代卡靈頓男爵羅伯特·史密斯

### 9月27日
- 伯納德·庫爾圖瓦，法國化學家

### 10月1日
- 查理斯·坦南特，蘇格蘭化學家、實業家

### 10月3日
- 黑鷹，索克印第安酋長，自傳作家

### 10月5日
- 寶琳·萊昂，法國女權主義者、激進分子

### 11月7日
- 安妮·格蘭特，蘇格蘭詩人

### 11月21日
- 洛鮑伯爵喬治·木桐，法國元帥

### 12月12日
- 以利沙·克拉克，美國政治家

### 12月20日
- 赫熱西佩·莫羅，法國作家和詩人